# Stazione di Murlo
Stazione di Murlo vasútállomás Olaszországban, Murlo településen.

## Vasútvonalak
Az állomást az alábbi vasútvonalak érintik:
- Siena-Grosseto-vasútvonal
- Mine railway Murlo-Monte Antico

## Kapcsolódó állomások
A vasútállomáshoz az alábbi állomások vannak a legközelebb:
- Stazione di Monte Antico
- Stazione di Buonconvento